# Buerton (Cheshire West and Chester)
Buerton var en civil parish 1866–2015 när det uppgick den en del av den då nybildade Aldford and Saighton, i distriktet Cheshire West and Chester, i Storbritannien. Den låg i grevskapet Cheshire och riksdelen England, i den södra delen av landet, 260 km nordväst om huvudstaden London. Civil parish hade 22 invånare år 2001.